# Помар, Хуан Баутиста де
Хуан Баутиста де Помар (исп. Juan Bautista de Pomar), (ок. 1535, Тескоко, Мексика — ок. 1590) — мексиканский писатель XVI века.

## Происхождение
Согласно сведениям францисканского историка Х. де Торкемады был сыном испанца и индианки, дочери правителя Тескоко Несауальпилли (1472—1515). Претендовал на место касика (индейского правителя) Тескоко, но вследствие противодействия других потомков Несауальпилли получил только часть имущества, оставшегося от тескоканских царей.
Известно, что в обоснование своих претензий Помар написал некое историческое сочинение, использованное Х. де Торкемадой и Ф. де Альва Иштлильшочитлем, которое, однако, не сохранилось.

## Произведения

### «Сообщение из Тескоко»
В 1582 г. по поручению колониальных властей составил, опираясь главным образом на свидетельства старых индейцев, «Сообщение из Тескоко» — ответы на вопросник, утвержденный в 1577 г. испанским королём Филиппом II и разосланный по заморским владениям Испании с целью составления их детального историко-географического описания.
«Сообщение» сохранилось в неполной копии начала XVII в. и содержит чрезвычайно интересные, частично — уникальные — сведения о религии, обрядах, общественных и государственных институтах, военном деле, законодательстве и обычаях индейцев Центральной Мексики XV—XVI веков, а также любопытные данные по медицине и ботанике. Собственно исторические материалы в «Сообщении» представлены достаточно фрагментарно, хотя позволяют подтвердить и уточнить ряд сообщений Торкемады и Иштлильшочитля.

### «Романсы владык Новой Испании»
Ок. 1585 г. Помар составил сборник «Романсы владык Новой Испании», являющийся одним из двух основных источников текстов поэзии науатль.

## Основные издания

### На испанском языке
- Garibay K., Á.M. Poesía nahuatl. vol. 1. — México: UNAM, 1964.
- Pomar.- Zurita.- Relaciones Antigüas. // Nueva Colección de documentos para la historia de México. III. (Siglo XVI). — México: F.D. de Leon, 1891.
- Pomar, Juan Bautista. Relación de Tezcoco. // Relaciones de la Nueva España, ed. Germán Vázquez. — Madrid: Historia 16, 1991.
- Pomar y Zurita. Pomar, Relación de Tezcoco. Zurita, Breve relación de los señores de la Nueva España. // Varias relaciones antigüas. (Siglo XVI). — Nabu Press, 2010.